# Pseudoathyreus frontalis
Pseudoathyreus frontalis är en skalbaggsart som beskrevs av Charles Christopher Parry 1845. Pseudoathyreus frontalis ingår i släktet Pseudoathyreus och familjen Bolboceratidae. Inga underarter finns listade i Catalogue of Life.